# Улица Экспорта (Рига)
Улица Э́кспорта (латыш. Eksporta iela) — улица в центральной части города Риги, в Северном районе. Начинается как продолжение набережной 11 Ноября в северном направлении. Кадастровая карта показывает, что стык этих улиц находится под Вантовым мостом, однако другие источники показывают, что улица Экспорта начинается от перекрёстка с улицей Муйтас. Пролегает вдоль берега Даугавы, мимо пассажирского порта и далее к Экспортному порту, вдоль путей бывшей железнодорожной станции Рига-Краста, в дальней части плавно поворачивая к северо-востоку. Заканчивается у перекрёстка с Катринас дамбис, переходя далее в улицу Лугажу.
Начало улицы Экспорта находится в историческом районе Центр, отрезок между улицами Микеля и Ханзас служит границей между Центром и портовым районом Петерсала-Андрейсала, а дальняя часть улицы полностью пролегает по Петерсале-Андрейсале, приблизительно по исторической границе между бывшими островами Петерсала и Андрейсала.
К улице Экспорта прилегают площадь Республики, площадь Вашингтона, сад Виестура.

## История
На картах XIX века отрезок будущей улицы Экспорта от городского канала до Царского сада отмечен как часть Екатерининской дамбы, к северу переходящей в нынешнюю улицу Катринас. В южной части современной улицы Экспорта находилась Таможенная набережная.
Необходимость устройства новой улицы, которая пролегала бы вдоль реки от Таможенной до Петергольмской улицы, упоминается в переписке городской управы в 1904 году. На землемерном плане середины 1900-х годов проектируемая улица уже обозначена как Экспортная улица (нем. Exportstrasse). Официально же это название было присвоено вновь проложенной улице лишь в 1914 году.
С 1966 по 1991 год улица носила имя латвийского советского писателя и государственного деятеля Вилиса Лациса, который в 1939—1941 и 1944—1945 годах жил здесь в доме № 3.
В 1980-е годы генплан Риги предусматривал продление улицы через Вейзакьсалу до Кундзиньсалы и Вецмилгрависа и её соединение с Яунциема гатве.

## Транспорт
Общая длина улицы Экспорта — 2740 метров. Большей частью асфальтирована, однако участок между улицами Ханзас и Петерсалас сохраняет мощение булыжником. Движение двустороннее, ближе к центру заметно более оживлённое; южнее перекрёстка с улицей Элизабетес имеется по 2-3 полосы в каждом направлении.
На участке от ул. Элизабетес до ул. Петерсалас по улице Экспорта проложена двухпутная трамвайная линия, имеется одноимённая остановка.

## Примечательные объекты
Нумерация домов в начале улицы Экспорта (до ул. Ханзас) не имеет разделения на чётную и нечётную стороны; далее застроенная (правая) сторона улицы имеет чётную нумерацию.
- Дом № 2B — насосная станция (1908, архитектор Рейнгольд Шмелинг).

- Дом № 3A — морской вокзал Рижского пассажирского порта (1965, архитекторы Модрис Гелзис и Вера Сависко).

- Дома № 3, 4, 5 и 6 входят в состав так называемого Форбурга — квартала комфортабельных «доходных» жилых домов, построенных накануне Первой мировой войны по проектам разных архитекторов (дом № 3 — Н. Норд, дом № 4 — Г. Вернер, дом № 5 — К. Фельско, дом № 6 — Т. фон дер Остен-Сакен). С противоположной стороны этот квартал завершают аналогичные 4 дома по улице Аусекля. Весь комплекс имеет большой благоустроенный общий двор с внутренней улицей. Каждое из этих зданий является памятником архитектуры государственного значения[7].

- Дом № 8 — деревянный жилой дом (1811).

- Дома № 10 (1949—1951) и № 12 (1955—1958) — жилой дом и семейное общежитие для работников Рижского морского порта. В 2005 году дом № 12 реконструирован с надстройкой башенки, что стилистически сближает эти два здания.

- Дом № 14 — жилой дом для работников Рижского морского порта с магазином (1958).

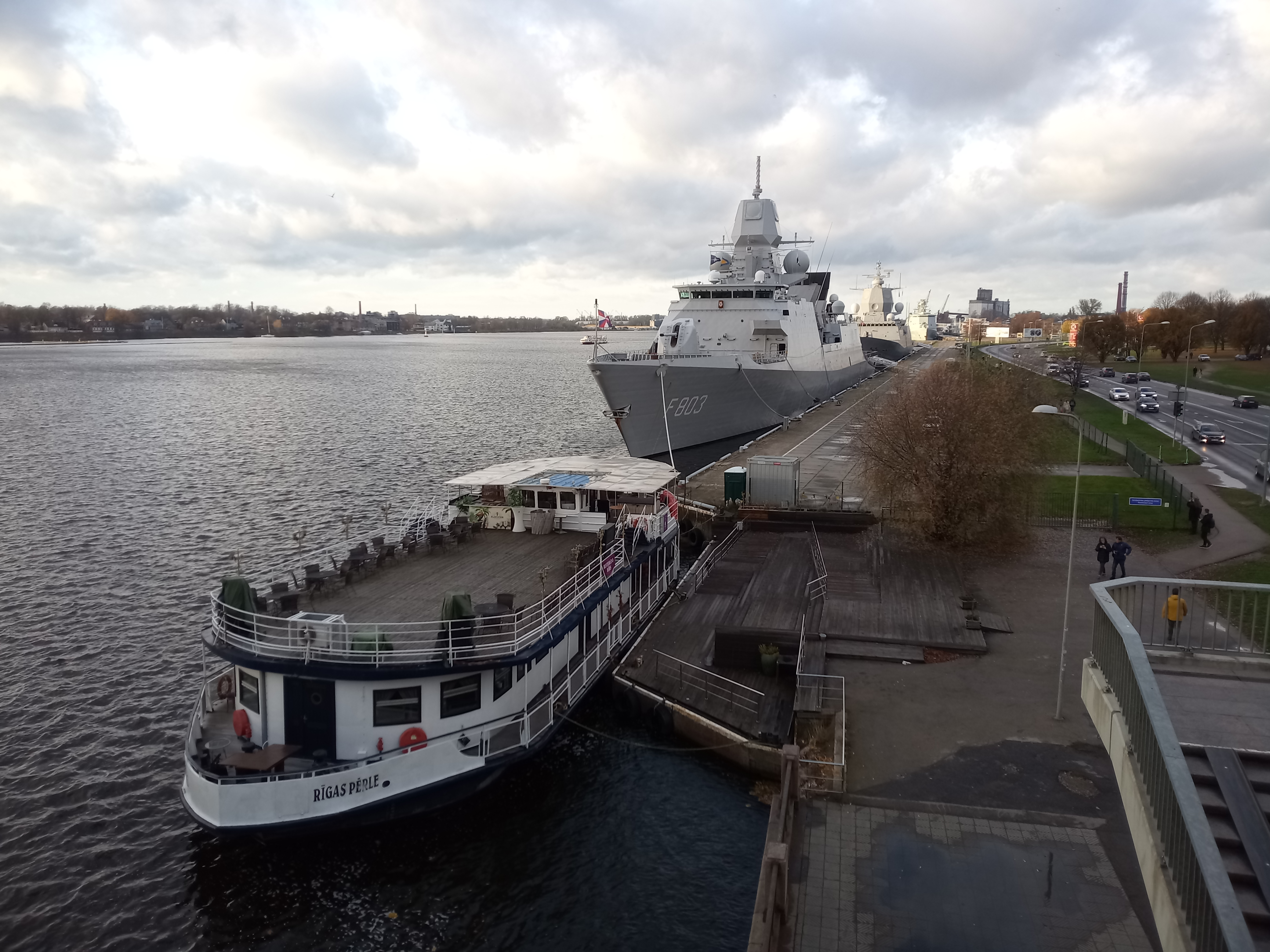
Вид с Вантового моста
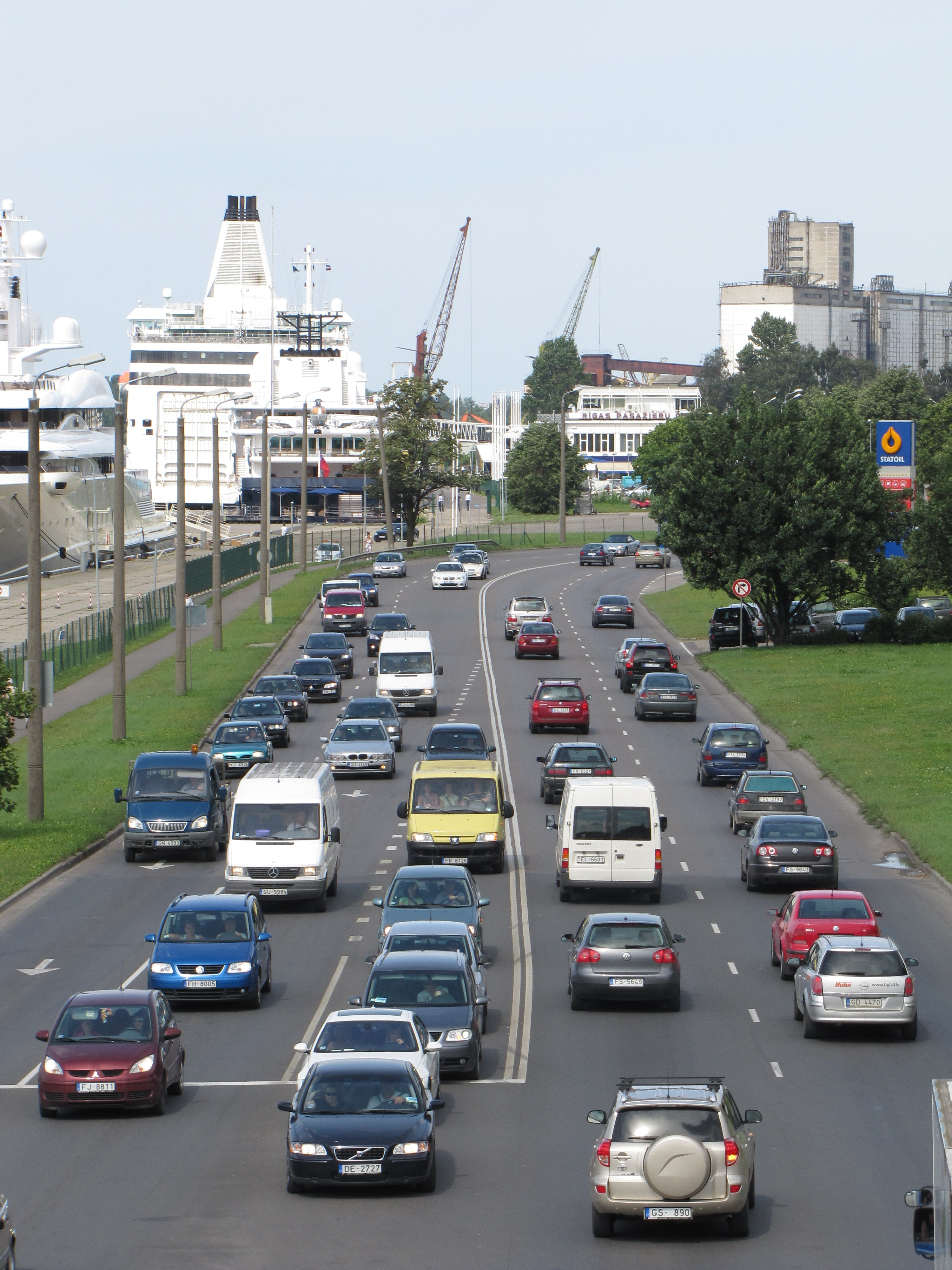
Начало улицы
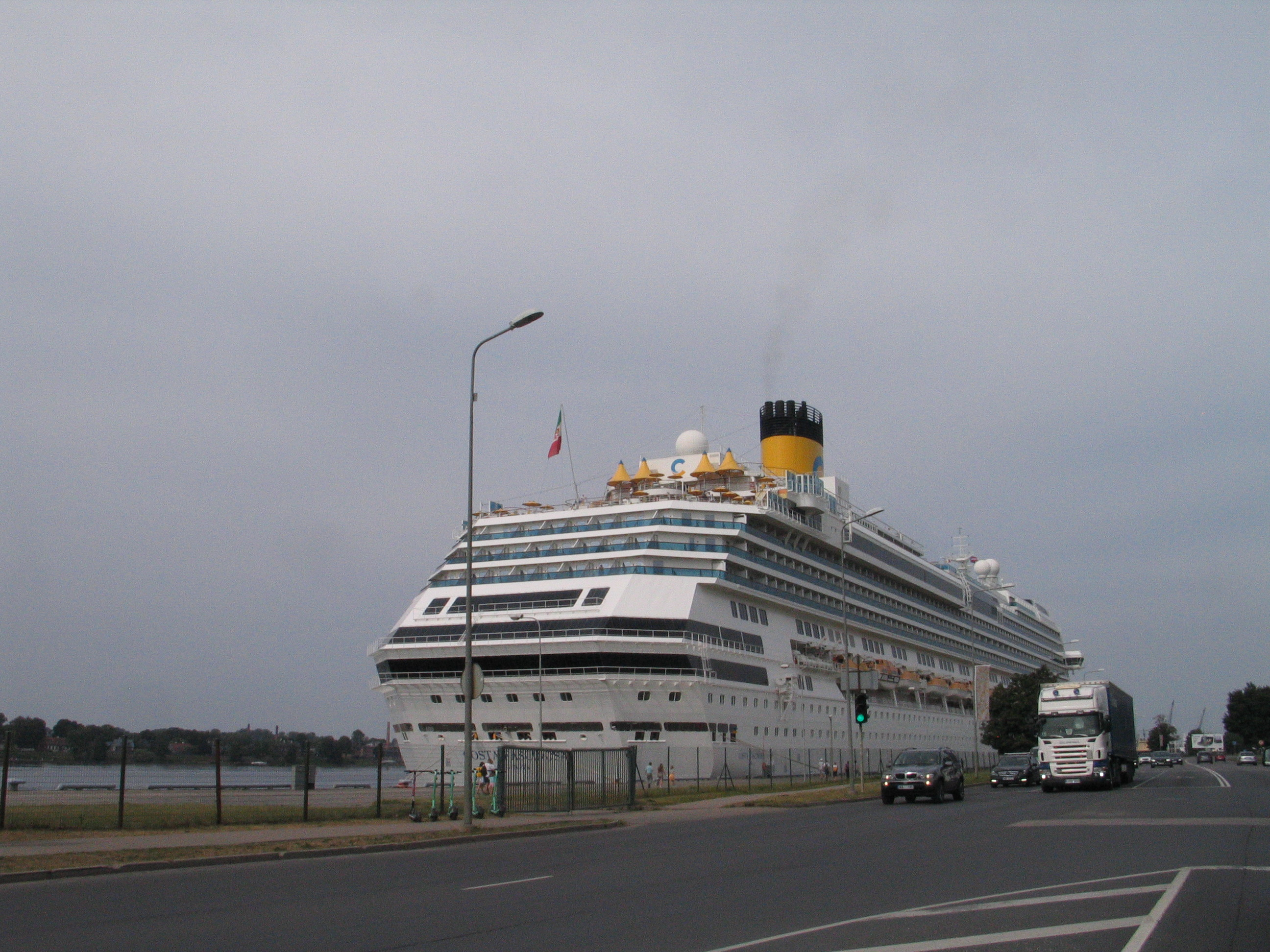
Costa Fascinosa[англ.] в порту Риги
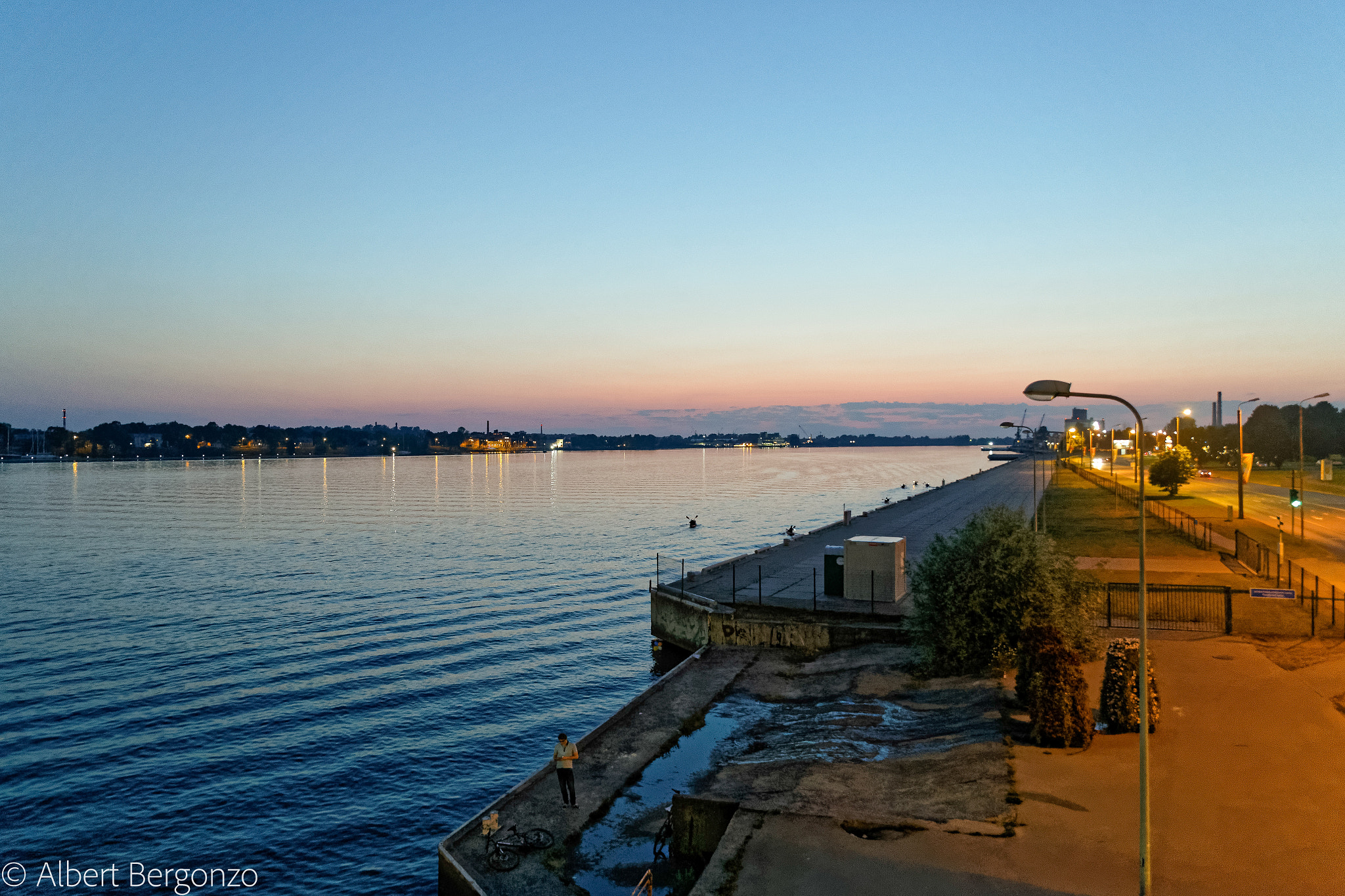
Вечерний вид вдоль улицы
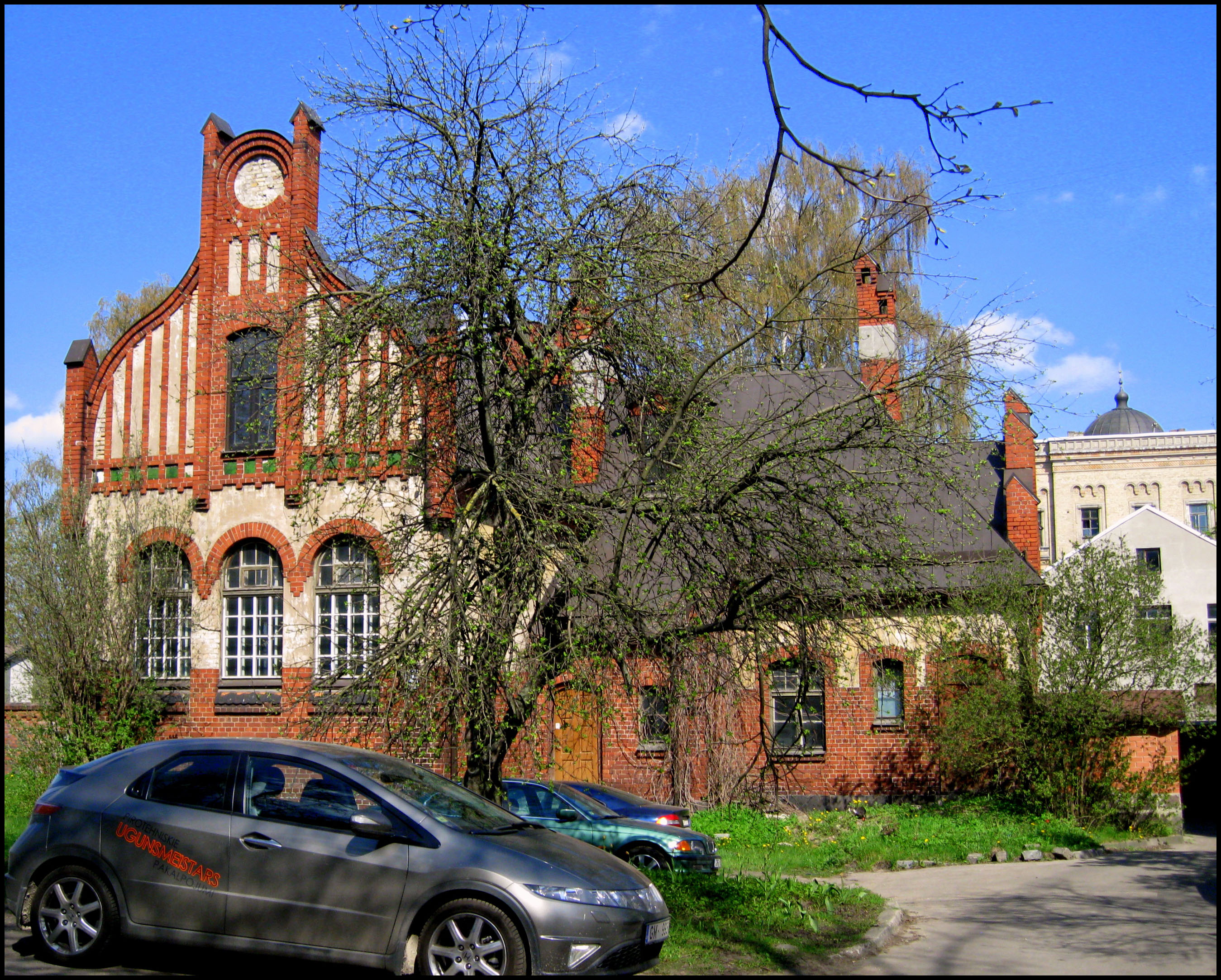
Дом № 2b
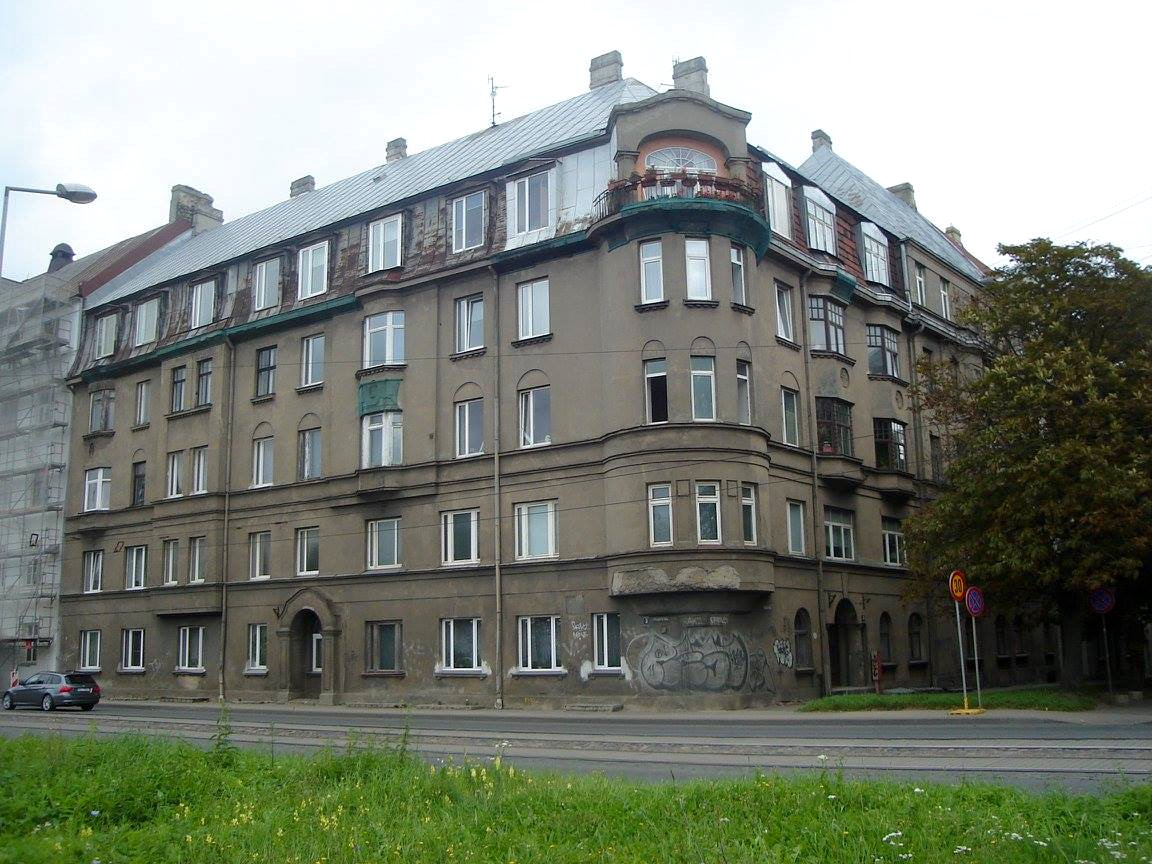
Дом № 3
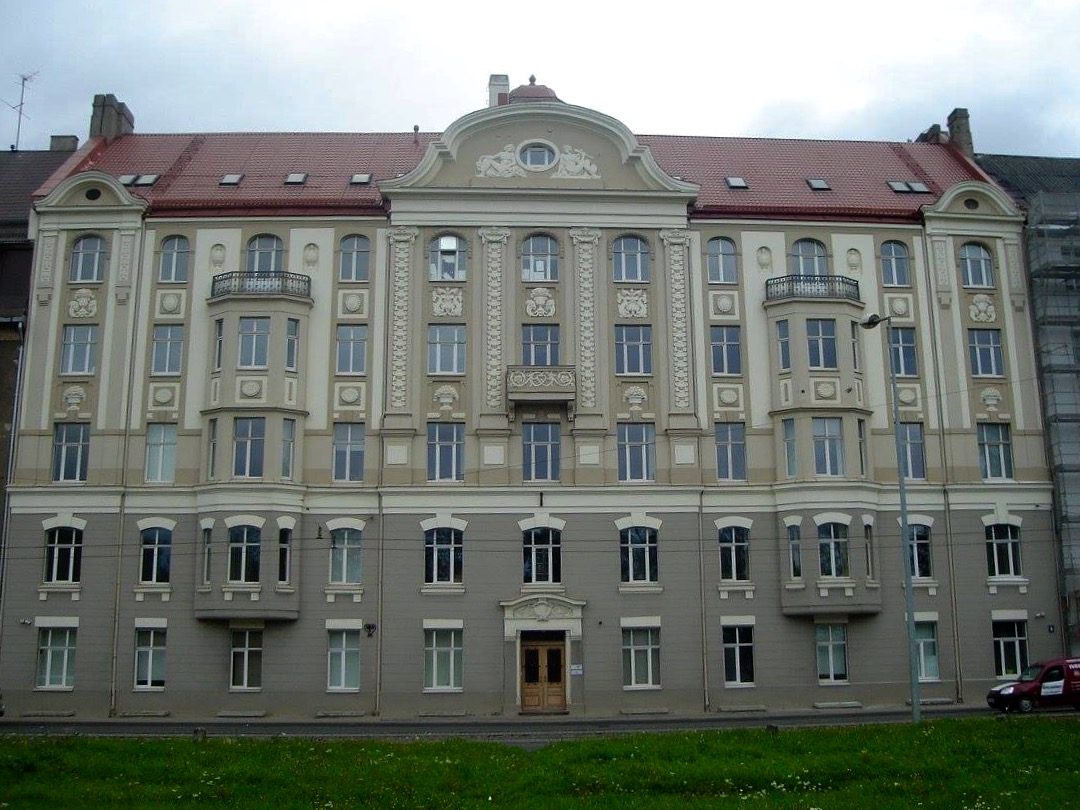
Дом № 5
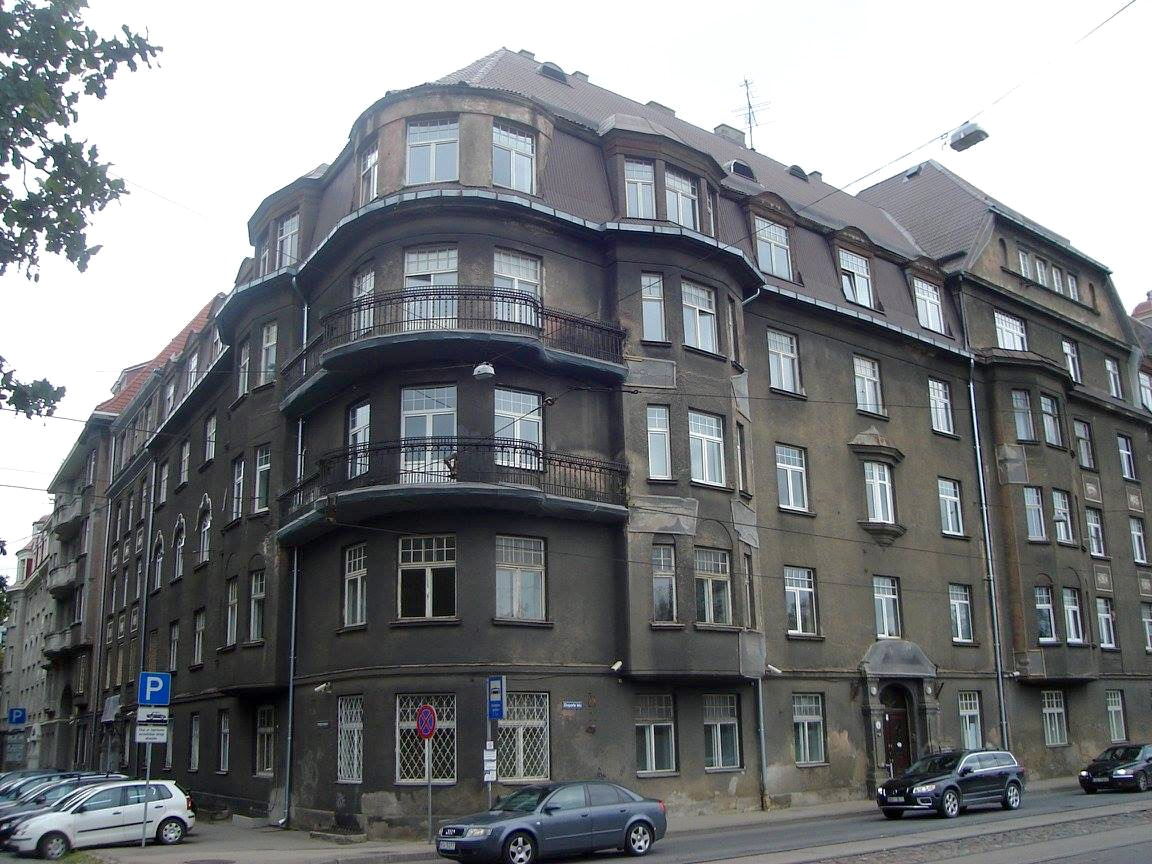
Дом № 6
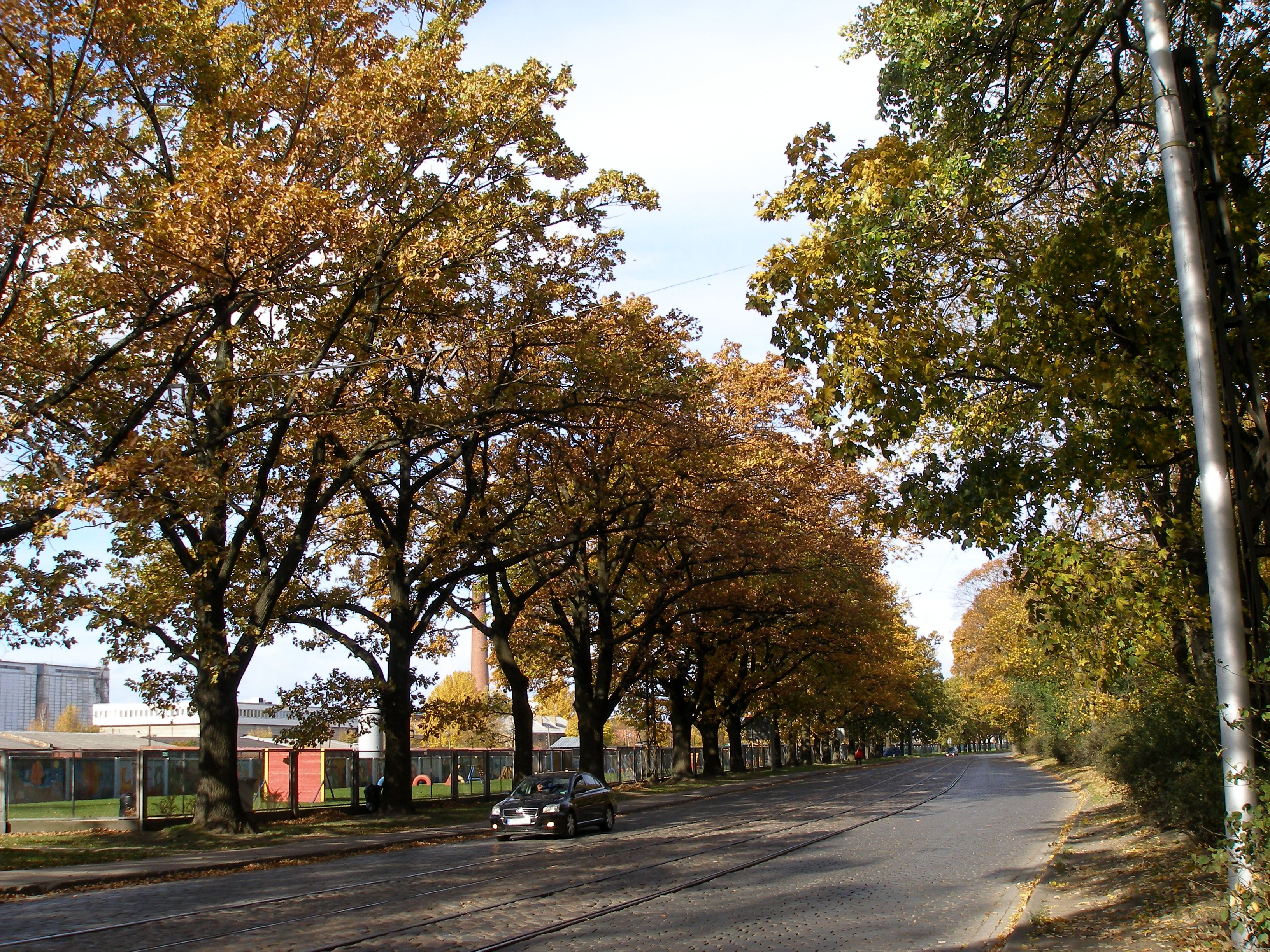
Вид вдоль сада Виестура
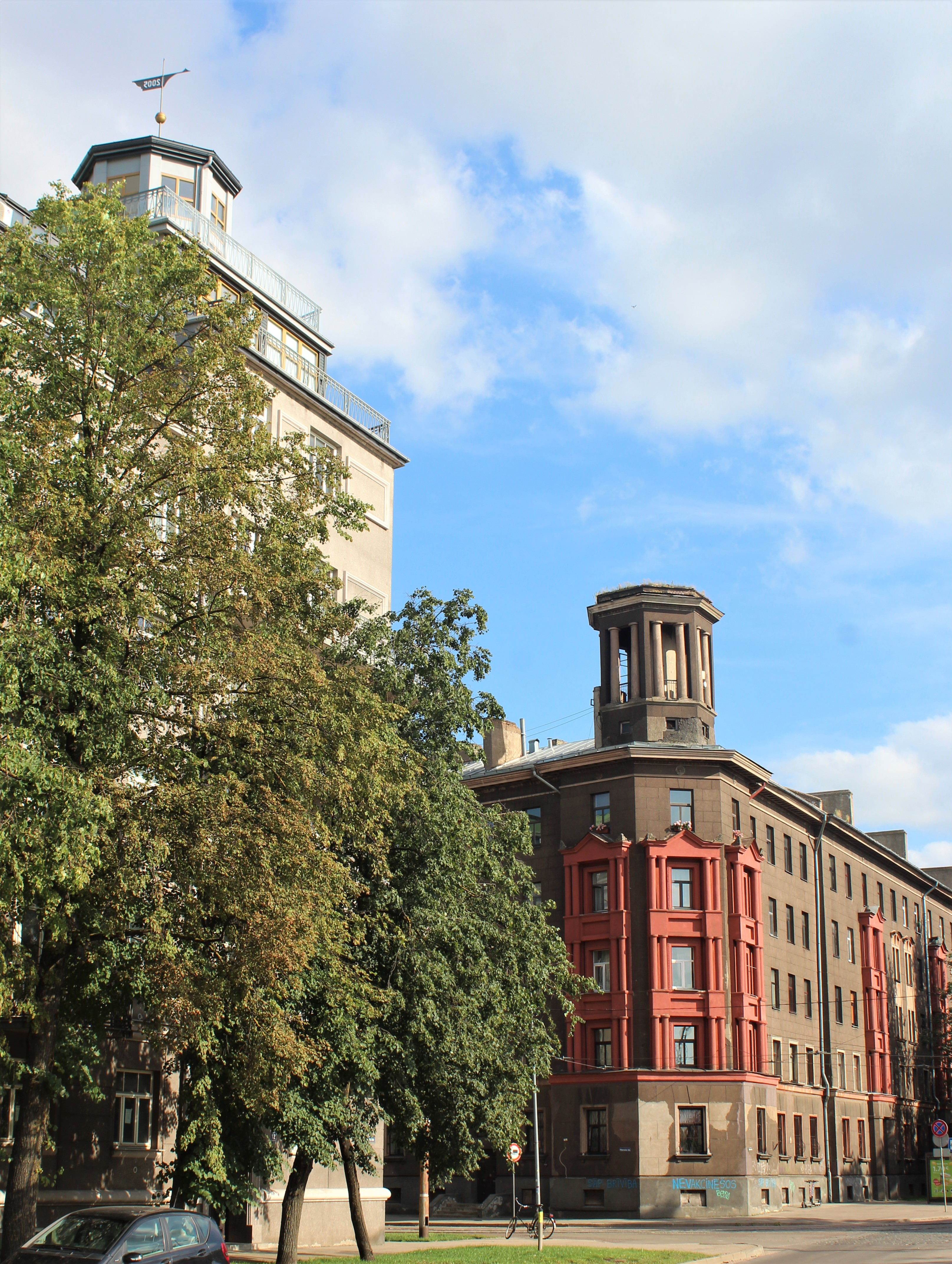
Дома № 12 и 10

## Прилегающие улицы
- улица Муйтас
- улица Микеля
- улица Элизабетес
- улица Андрейостас
- улица Сакару
- улица Ханзас
- улица Катринас
- улица Петерсалас
- улица Масту
- улица Умео
- Катринас дамбис
- улица Лугажу